# Philippe Chazal
Pour les articles homonymes, voir Chazal.
 (avril 2022).
Si vous disposez d'ouvrages ou d'articles de référence ou si vous connaissez des sites web de qualité traitant du thème abordé ici, merci de compléter l'article en donnant les références utiles à sa vérifiabilité et en les liant à la section « Notes et références ».
Philippe Chazal, né le 17 mai 1952 à Thiers dans le Puy-de-Dôme, est un dirigeant de télévision français.

## Biographie
Philippe Chazal est le frère de Claire Chazal. Il passera sa jeunesse dans sa ville natale de Thiers en Auvergne.  Étudiant, il a suivi un double cursus en économie et gestion des ressources humaines et en sémiologie et sociologie du cinéma et de l'audiovisuel.
Philippe Chazal a conçu, lancé en juillet 1997 et dirigé la chaîne thématique du câble et du satellite Histoire. Il est ensuite passé à France 4, chaîne de la TNT et du groupe France Télévisions. 
Il a cofondé l'Access en octobre 1997 (association des chaînes du câble et du satellite) et le Club Galilée, club de réflexion sur les médias, en février 2006.